# Milena Duchková
Milena Duchková   (Praga, 25 d'abril de 1952) és una saltadora txeca, ja retirada, que va competir sota bandera txecoslovaca durant les dècades de 1960 i 1970.
El 1968 va prendre part en els Jocs Olímpics d'Estiu de Ciutat de Mèxic, on va guanyar la medalla d'or en la prova de palanca de 10 metres del programa de salts. En la prova de trampolí de 3 metres fou desena. Quatre anys més tard, als Jocs de Munic, va guanyar la medalla de plata en la prova de palanca de 10 metres, mentre novament fou desena en la prova de trampolí de 3 metres. El 1976, a Mont-real, disputà sense sort els seus tercers, i darrers, Jocs Olímpics.
En el seu palmarès també destaquen una medalla de plata al Campionat del Món de natació de 1973, una medalla d'or al Campionat d'Europa de natació de 1970 i una medalla d'or i una de plata a les Universíades de 1973.
Va ser membre del Comitè Olímpic Txecoslovac i metgessa oficial de l'equip de salts txecoslovac el 1978 i 1979. El 1980 es traslladà al Canadà, on exercí d'entrenadora de l'equip nacional canadenc. El 1983 fou incorporada a l'International Swimming Hall of Fame.